# Contrato de investimento coletivo
Contrato de investimento coletivo (CIC) é um instrumento usado para a arrecadação de recursos do investidor público, para colocação em um determinado projeto, que deverá implantar e ser gerenciado exclusivamente pelo empreendedor, com a honra de distribuir entre os investidores os lucros originados pelo projeto.
Conforme inciso IX, do artigo 2º, da Lei 6385/76, são valores mobiliários, "quando ofertados publicamente, quaisquer outros títulos ou contratos de investimento coletivo, que gerem direito de participação, parceria ou remuneração, inclusive resultante da prestação de serviços, cujos rendimentos advêm do esforço do empreendedor ou de terceiros".